# Katharina Weber
Katharina Weber (* 30. September 1958 in Bern) ist eine Schweizer Pianistin und Komponistin, die in der klassischen Musik  und der Improvisationsmusik tätig ist.

## Leben und Wirken
Weber, die in einer musikbegeisternden Medizinerfamilie mit regelmässigen Musikaufführungen aufwuchs, erhielt mit sechs Jahren ersten Klavierunterricht, zunächst bei Blanche Brun und anschliessend bei Janka Wyttenbach. Vorzeitig verliess sie das Gymnasium, um sich der Musik zu widmen. Mit 16 Jahren war sie Gründungsmitglied der Gruppe Langsamer Brüter, die sich mit den Werken von John Cage, Morton Feldman, Dieter Schnebel, Klaus Huber, Leoš Janáček, Hanns Eisler, Urs Peter Schneider und Simon Beyeler auseinandersetzte und ungewöhnliche Konzertformen ausprobierte. Angeregt durch Philippe Micol, der zu dieser Gruppe gehörte, beschäftigte sie sich bereits damals mit der Improvisation. Ihr Klavierstudium schloss sie 1979 bei Jürg Wyttenbach in Basel mit dem Lehrdiplom ab. Bereits in dieser Zeit hatte sie viele Auftritte als Solistin und Kammermusikerin, besonders als Interpretin für Neue Musik.
Seit 1982 studierte sie in Bern bei Urs Peter Schneider, Erika Radermacher und Joerg Ewald Daehler. Auch absolvierte sie Meisterkurse bei Tatjana Nikolajewa, Hubert Harry (Klavier), Yehudi Menuhin, György und Márta Kurtág (Kammermusik), Vinko Globokar, Frederic Rzewski, Pauline Oliveros, Fred Frith, Alexander von Schlippenbach und Barre Phillips (Improvisation).
Als Konzertpianistin tritt Weber sowohl solistisch in der Schweiz und im Ausland auf (u. a. unter Jürg Wyttenbach und Heinz Holliger) als auch in Kammermusikkonzerten. Als Interpretin arbeitete sie eng mit Komponisten wie Erika Radermacher, Urs Peter Schneider, Peter Streiff, Sándor Veress, György Kurtag, Gunnar Berg, Thomas David Müller, Erich Schmid, Christian Henking oder Edu Haubensak. Sie improvisiert sowohl in Solokonzerten als auch mit Künstlern wie Erika Radermacher, Irène Schweizer, Alfred Zimmerlin, Balts Nill, Christian Kobi, Jürg Solothurnmann, Christian Wolfarth, Fred Frith, Fredy Studer oder Barry Guy. Als Improvisatorin hat sie auch in genreübergreifenden Projekten mitgewirkt (etwa mit Pantomime, Theater, Malerei, Poesie). Sie war massgeblich am Aufbau der Werkstatt für Improvisierte Musik in Bern beteiligt.
Weber ist auf zahlreichen Radioaufnahmen und Alben zu hören, u. a. als Interpretin von Werken von Albéric Magnard, Pierre Mariétan, Hanns Eisler und Brian Agro sowie als Begleiterin von Katrin Frauchiger. Seit 1994 entwickelte sie auch Kompositionen, sowohl in Form von Improvisationskonzepten wie auch als auskomponierte Solo-, Kammermusik- und Chorstücke.
Weber unterrichtet Klavier und Improvisation an der Musikschule Konservatorium Bern sowie an der Hochschule der Künste Bern.

## Preise und Auszeichnungen
Weber erhielt 1987 den Solistenpreis des Schweizerischen Tonkünstlervereins. 2000 war sie Preisträgerin des Bürgi-Willert-Preises; 2001 wurde sie mit dem Grossen Musikpreis des Kanton Bern ausgezeichnet.

## Diskographische Hinweise
- Katharina Weber, Fred Frith, Fredy Studer: It Rolls (Intakt Records 2014)
- Udo Schindler, Katharina Weber: Spielzeit Atemzeit Horizontzeit (Unit Records 2012)
- Katharina Weber, Barry Guy, Balts Nill: Games and Improvisations (Intakt Records 2011)
- Woven Time (Intakt Records 2008)